# 兒寬
寬（？—前103年）（兒讀若「倪」，战国时郳国被楚国所灭，其子孙以国名为姓，去邑而为兒姓，后改姓倪），千乘（今山東滨州、东营一带）人，西漢政治家。
少时家贫，为人雇傭，常一邊耕作一邊看書，治《尚书》，師事欧阳生。早年在廷尉张汤府中任笔墨小吏。漢武帝戊辰元鼎四年（前113年）任左內史，在任數年間，重視農業，並徵發民工，負責在鄭國渠上流南岸開六條小渠，使兩旁高地得到灌溉，稱為「六輔渠」。後任御史大夫。辛未元封元年（前110年），與司馬遷等共同制定「太初曆」，卒后归葬故里。著有《兒寬》九篇。今兒寬墓位于广饶县城西1.5公里处。

## 註解
1. ↑  《汉书》卷六：冬十二月，御史大夫兒寬卒。

## 延伸阅读
[在维基数据编辑]
 《漢書/卷058》，出自班固《漢書》